# Скаківка
Скакі́вка (пол. Skakówka) — село в Україні, у Бердичівському районі Житомирської області. Населення становить 302 особи. Відстань до райцентру становить близько 14 км і проходить автошляхом місцевого значення.

## Географія
Селом тече річка Пустоха.

## Легенда про походження назви
За переказами Скаківка з усіх боків була оточена лісами, які просто кишіли різними злочинцями. Вони нападали на перехожих, які простували з Бердичева до Червоного. І люди намагалися якнайшвидше «проскакати» ліс, де зараз розташоване село Скаківка.

## Історія
Перші відомості про село належать до 1593 р.
Станом на 1885 рік у колишньому власницькому селі Солотвинської волості Житомирського повіту Волинської губернії мешкало 260 осіб, 38 дворових господарств, існували православна церква, школа, постоялий будинок, водяний млин.
В книзі з Баварської національної бібліотеки в Мюнхені під назвою "Отчет императорской археологической комиссіи за 1895 год" виданій в Петербурзі 1897 року написано, що в селі Скаківка Житомирського уїзду знайдено 8 срібних польських та 74 мідних російських монети XVIII ст., де також згадано село цього уїзду Бабушки. 
За переписом 1897 року кількість мешканців зросла до 565 осіб (295 чоловічої статі та 270 — жіночої), з яких 530 — православної віри.
Станом на 1913 рік налічувалося 131,5 дворів, 1063 жителі(526 чоловіки, 537 жінки). Духовних 8 чоловік. Воєнних — 116. Селян — 939. Купців немає. Дана кількість людей була приписна до православної церкви, тобто це комбіноване населення Скаківки та сусіднього села Хмелище.

## Населення
Згідно з переписом УРСР 1989 року чисельність наявного населення села становила 506 осіб, з яких 215 чоловіків та 291 жінка.
За переписом населення України 2001 року в селі мешкало 465 осіб.

### Мова
Розподіл населення за рідною мовою за даними перепису 2001 року:
| Мова       | Відсоток |
| ---------- | -------- |
| українська | 98,50 %  |
| російська  | 1,28 %   |
| молдовська | 0,21 %   |

## Відомі люди
У селі народився Остальський Аркадій Йосипович (нар.1889 — † 1937), священномученик Аркадій.